# Cercopagididae
Cercopagididae é uma família de crustáceos pertencentes à ordem Diplostraca.
Géneros:
- Apagis Sars, 1897